# تنها در مزرعه
تنها در مزرعه فیلم کوتاهی ایرانی به تهیه‌کنندگی و کارگردانی سید علی موسوی است که در سال ۱۴۰۳ و در ژانر دلهره‌آور ساخته شده‌است. داستان این فیلم دربارهٔ مردی تنهاست که برای مدتی در مزرعه‌ای دورافتاده زندگی می‌کند، اما اتفاقاتی غیرمنتظره او را با چالش‌هایی روبه‌رو می‌سازد. 